# Předběžné projednání obžaloby
Předběžné projednání obžaloby nařídí v trestním řízení předseda senátu, když je již státním zástupcem podána obžaloba k soudu, ale když po skutkové nebo právní stránce trpí takovými vadami, že není způsobilá k projednání při hlavním líčení. Soudce proto ještě toto hlavní líčení nenařizuje, o předběžném projednání rozhodne jen na základě studia státním zástupcem postoupeného spisu, případně může i vyslechnout obviněného.
Předběžné projednání se koná zásadně v neveřejném zasedání, v odůvodněných případech ve veřejném zasedání, a soud se v něm zaměří na opodstatněnost a kvalitu obžaloby.

## Rozhodnutí po předběžném projednání
Po tomto projednání lze rozhodnout buď o:
- předložení věci nadřízenému soudu k rozhodnutí o tom, který soud je příslušný k projednání věci,
- postoupení věci jinému příslušnému orgánu, je-li zřejmé, že nejde o trestný čin, ale např. o přestupek,
- zastavení trestního stíhání, je-li zřejmé, že nejde o trestný čin ani např. o přestupek, nelze-li trestní řízení vést, nebo by bylo jeho další vedení bez významu,
- přerušení trestního stíhání do doby, než bude obviněný schopen stanout před soudem,
- odklonu od trestního stíhání v podobě:
  - podmíněného zastavení trestního stíhání na určitou dobu, pokud se obviněný doznal a nahradil způsobenou škodu,
  - schválení narovnání se souhlasem státního zástupce a poškozeného,
- nebo zejména o vrácení věci státnímu zástupci se závaznými pokyny k došetření.

Je-li obviněný ve vazbě, vždy se rozhodne i o jejím dalším trvání.
Jestliže byla věc vrácena státnímu zástupci k došetření a ten posléze opět podá obžalobu k soudu, předseda senátu je povinen znovu posoudit, zda už je na místě nařídit hlavní líčení, nebo zda dojde k novému předběžnému projednání obžaloby.